# Hemianemia eximia
Hemianemia eximia là một loài dương xỉ trong họ Anemiaceae. Loài này được Taub. C.F. Reed mô tả khoa học đầu tiên năm 1948.